# Gerhard Mantel
Gerhard Friedrich Mantel (* 31. Dezember 1930 in Karlsruhe; † 13. Juni 2012 in Frankfurt am Main) war ein deutscher Cellist, Hochschullehrer und Autor instrumentalpädagogischer und musikpsychologischer Publikationen.

## Leben
Gerhard Mantel war das zweite Kind von Georg Mantel, Professor für Klavier und Komposition an der Musikhochschule Karlsruhe, und seiner Frau Margarethe. Mit neun Jahren wandte er sich dem Cellospiel zu. Bereits als Schüler studierte er in Heidelberg bei August Eichhorn Cello. Nach dem Abitur führte ihn ein Fulbright-Stipendium nach Athens, Ohio. Anschließend verfeinerte er sein Können in Paris bei Pierre Fournier, Paul Tortelier und André Navarra, außerdem bei Pablo Casals in Prades und in Saarbrücken bei Maurice Gendron.
Nach einem Gastauftritt in Norwegen im Winter 1952/53 beim Musikselskabet Harmonien, dem späteren Sinfonieorchester Bergen, erhielt er dort ein Engagement als Solocellist und wirkte dort bis Juni 1954. Er blieb dem Orchester anschließend noch viele Jahre verbunden. Von 1956 bis 1958 war er in gleicher Position beim Rundfunk-Sinfonieorchester des WDR in Köln tätig. Anschließend konzertierte er bis 1973 freiberuflich, überwiegend im Duo mit der Pianistin Erika Frieser (1927–2011). Als Solist und Kammermusiker trat er in zahlreichen Ländern Europas, Nord- und Südamerikas, Japan, Korea und im Nahen Osten auf. Seine Interpretationen sind auf zahlreichen Schallplatten sowie über 100 Rundfunkaufnahmen dokumentiert.
1973 folgte er dem Ruf auf eine Professur an der Hochschule für Musik und Darstellende Kunst in Frankfurt am Main. Dort war er Leiter der Celloklasse, Dekan der Künstlerischen Ausbildung und zeitweiliger Prorektor. Zudem erteilte er Meisterkurse in verschiedenen Ländern. Sein Wissen und seine Erfahrungen gab er in Lehrbuchform weiter. 1998 veröffentlichte er 25 im Schwierigkeitsgrad abgestufte selbstkomponierte Stücke für zwei Celli, die er „Duettüden“ nannte.
Mantel gründete 1994 zusammen mit der Pianistin Sibylle Cada an seiner Wirkungsstätte Frankfurt das Forschungsinstitut für Instrumental- und Gesangspädagogik e. V. und fungierte fortan als dessen Leiter. Von 1993 bis 2000 stand er als Präsident der Deutschen Sektion der ESTA (European String Teachers’ Association) vor. Gemeinsam mit anderen Mitgliedern des Vereins Frankfurter Bachkonzerte e. V. gründete er 1986 das Frankfurter Publikumsorchester und war etwa zehn Jahre lang dessen Dirigent und künstlerischer Leiter. Das Orchester hatte erfolgreiche Auftritte u. a. in Frankfurt, Leipzig (Gewandhaus) und Lyon.

## Buchveröffentlichungen
- Cellotechnik. Bewegungsprinzipien und Bewegungsformen. Überarbeitete Neuauflage. Schott, Mainz u. a. 2011, ISBN 978-3-7957-8749-3.
- Cello üben. Eine Methodik des Übens nicht nur für Streicher. Von der Analyse zur Intuition. 2. ergänzte Auflage. Schott, Mainz u. a. 1999, ISBN 3-7957-8714-9.
- Cello mit Spaß und Hugo. Ein neuer Weg zum Cellospiel (zusammen mit Renate Mantel). 3 Bände. Schott, Mainz u. a. 1996, ISBN 978-3-7957-5173-9, -5174-6, -5175-3.
- Duettüden. 24 Stücke zur Einführung in das Lagenspiel. Für 2 Violoncelli = Duetudes (Partitur). Schott, Mainz u. a. 1998.
- Einfach üben. 185 unübliche Überezepte für Instrumentalisten. Schott, Mainz u. a. 2001, ISBN 3-7957-8724-6.
- Mut zum Lampenfieber. Mentale Strategien für Musiker zur Bewältigung von Auftritts- und Prüfungsangst. Atlantis-Musikbuch-Verlag, Zürich/Mainz 2003, ISBN 3-254-08385-7.
- Intonation. Spielräume für Streicher. Schott, Mainz u. a. 2005, ISBN 3-7957-8729-7.
- Interpretation. Vom Text zum Klang. Schott, Mainz u. a. 2007, ISBN 978-3-7957-8731-8.
- Etüden üben. 3 Bände mit Kommentarband. Schott, Mainz u. a. 2011, DNB 1015442277.

## Auszeichnungen
- Kulturpreis der Stadt Karlsruhe, 1955
- Bundesverdienstkreuz am Bande, 1999[3]
- Ehrenpräsident der Deutschen Sektion der ESTA (European String Teachers’ Association), 2000.